# 邱有珍
邱有珍（1903年5月17日—1978年11月8日），字介山，筆名友錚，中華民國政治人物，江蘇省山陽縣人。1948年（民國37年）在農會東區當選第一屆立法委員。

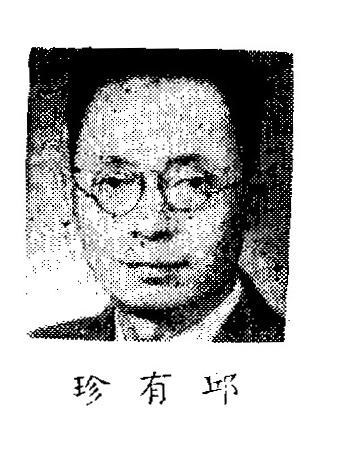
出席制憲國民大會代表時

## 生平[1]
- 江蘇省立第六師範學校畢業
- 中國國民黨中央黨務學校畢業
- 日本東京高等師範学校暨文理科大學研究科畢業
- 江蘇省農會理事長
- 江蘇省立教育學院講師、訓育主任及私立無錫國學專修學校講師
- 江蘇省黨部秘書、科長、執行委員、監察委員兼常務委員
- 中央黨部民眾訓練委員會委員、訓育委員
- 教育部訓育委員會專任委員
- 國立四川大學副教授及教授、文學院訓育主任
- 國立同濟大學教授兼訓導長
- 河南蘇魯皖豫邊區學院教授兼訓導長、院長
- 國立第一戰時中學校長
- 國立政治大學教授兼教務副主任、代教務主任、高等科副主任
- 制憲國民大會代表
- 中國文化學院教授
- 三民主義學術獎
- 1978年（民國67年）11月8日病逝[2]